# Gårdskär
Gårdskär är en tätort i Älvkarleby kommun, Uppsala län.

## Ortnamn
Ortsnamnet torde bestå av ”gård” i betydelsen fiskeverke, fiskebyggnad och ”skär” med betydelsen liten ö.

## Befolkningsutveckling
| Befolkningsutvecklingen i Gårdskär 1950–2020 | Befolkningsutvecklingen i Gårdskär 1950–2020 | Befolkningsutvecklingen i Gårdskär 1950–2020 | Befolkningsutvecklingen i Gårdskär 1950–2020 | Befolkningsutvecklingen i Gårdskär 1950–2020 |
| -------------------------------------------- | -------------------------------------------- | -------------------------------------------- | -------------------------------------------- | -------------------------------------------- |
|                                              |                                              |                                              |                                              |                                              |
| År                                           |                                              |                                              | Folkmängd                                    | Areal (ha)                                   |
| 1950                                         | 1950                                         |                                              | 447                                          |                                              |
| 1960                                         | 1960                                         |                                              | 390                                          |                                              |
| 1965                                         | 1965                                         |                                              | 386                                          |                                              |
| 1970                                         | 1970                                         |                                              | 330                                          |                                              |
| 1975                                         | 1975                                         |                                              | 338                                          |                                              |
| 1980                                         | 1980                                         |                                              | 352                                          |                                              |
| 1990                                         | 1990                                         |                                              | 342                                          | 68                                           |
| 1995                                         | 1995                                         |                                              | 299                                          | 69                                           |
| 2000                                         | 2000                                         |                                              | 335                                          | 71                                           |
| 2005                                         | 2005                                         |                                              | 348                                          | 71                                           |
| 2010                                         | 2010                                         |                                              | 352                                          | 71                                           |
| 2015                                         | 2015                                         |                                              | 354                                          | 122                                          |
| 2020                                         | 2020                                         |                                              | 352                                          | 120                                          |
|                                              |                                              |                                              |                                              |                                              |